# Jiayuguan (Gansu)
Jiayuguan (嘉峪关; pinyin: Jiāyùguān) er et bypræfektur i provinsen Gansu i Folkerepublikken Kina. Befæstningen Jiayuguan markerer den kinesiske murs vestlige endepunkt.
Folketallet blev anslået til 160.000 indbyggere i 2004 , hvorav selve byen Jiayuguan havde 127.532 indbyggere (2007) . Præfekturet har et areal på 2,935 km².

## Trafik
Kinas rigsvej 312 løber gennem området. Den fører fra Shanghai og ender ved grænsen mod Kasakhstan, og passerer blandt andet Suzhou, Nanjing, Hefei, Xinyang, Xi'an, Lanzhou, Jiayuguan og Urumqi.